# 양원수
양원수(楊元壽, 생몰년 미상)는 중국 남북조시대 북위 무천진(武川鎭) 사람으로, 후한의 태위를 지낸 양진의 후손이며, 연나라의 북평태수(北平太守)를 지낸 양현(楊鉉)의 아들이고, 수나라를 세운 수문제의 현조부이다.
북위 초기에 무천에서 복무했으며 무천진사마(武川鎭司馬)를 지냈다. 양원수 대에 무천진에서 복무하였기 때문에 그의 일가는 무천진 사람이 되었고 이는 수문제까지 이어졌다. 양원수의 아들인 양혜하는 수나라가 건국되자 칠묘에 위패가 배향되었고, 손자인 양렬 이후부터 현손인 양충까지 군주로 추존되었으나 양원수 본인은 추존되지 않았다.